# Vasilije Božičković
Vasilije Božičković OSBM (Bazilije Božičković, lat. Basilius Bosicskovich, spol. Bazyli Bożyczkowicz (Boziczkowic); ur. 11 lutego 1719 w Batinjani, zm. 9 maja 1785 w Gornjim Tkalecu) – duchowny greckokatolicki, biskup Križevci i zwierzchnik chorwackich grekokatolików (1777–1785), działacz religijny i społeczny. 

## Życiorys
Vasilije Božičković urodził się 11 lutego 1719 r. w miejscowości Batinjani (dzisiejsza Chorwacja). Wstąpił do zakonu bazylianów w 1741 r. i w tym samym roku został skierowany na studia na uczelni Propaganda Fide w Rzymie. Święcenia kapłańskie otrzymał w 1744 r. Po uzyskaniu stopnia doktora teologii w 1745 r., nie mógł powrócić do klasztoru Marča (koło miasta Ivanić Grad), gdyż ten przejęła z powrotem Serbska Cerkiew Prawosławna. Został więc wysłany do Polski jako wykładowca filozofii. W 1752 r. wybrano go na przedstawiciela bazylianów w Rzymie (prokurator generalny).
4 września 1759 r. Božičković został mianowany ordynariuszem dla katolików obrządku greckiego w obrębie rzymskokatolickiej diecezji zagrzebskiej (biskup Marča). 11 listopada 1759 r. w Máriapócs Manuil Olsavszky konsekrował Božičkovicia, który otrzymał tytuł biskupa Diocletianopolis in Palaestina. 
17 czerwca 1777 r. na prośbę Marii Teresy papież Pius VI erygował greckokatolicką diecezję Križevci, wydzielając ją z jurysdykcji łacińskiej diecezji zagrzebskiej. Božičković, który odegrał znaczącą rolę w budowie nowej diecezji, został wybrany jej pierwszym zwierzchnikiem (formalnie mianowanym 23 czerwca 1777).
W okresie swojej posługi biskupiej Vasilije Božičković dbał o rozwój oświaty w swojej diecezji, przyczynił się też do utworzenia parafii greckokatolickiej przy kościele św. Barbary w Wiedniu (20 kwietnia 1784).
Zmarł 9 maja 1785 r. w Gornjim Tkalecu i został pochowany w miejscowym kościele Najświętszej Marii Panny.